# 摩根·博尔丁
摩根·博尔丁（英語：Morgan Bolding，1995年5月13日—），英国男子赛艇运动员。他曾代表英国参加捷克拉奇采举行的2022年世界赛艇锦标赛，获得男子八人单桨有舵手金牌。